# کلانتر ۳
کلانتر ۳ مجموعه‌ای تلویزیونی به کارگردانی محسن شاه‌محمدی و تهیه‌کنندگی اصغر زایری ساخته سال ۱۳۸۸ در ژانر پلیسی است که از شبکه یک سیما پخش شده‌است.
این فصل از کلانتر بینندگان زیادی را همچون دو سری قبلی جذب کرد. اپیزود دوستان به‌خاطر داستان معمایی، جذاب و قتل‌های زنجیره‌ای و سرقت با حضور محسن افشانی، پویا امینی و صبا کمالی را می‌توان بهترین اپیزود کلانتر سه معرفی کرد. این مجموعه در ۳۰ قسمت ۴۰ تا ۴۵ دقیقه‌ای از ۲۳ آبان ۱۳۸۸ تا ۲۰ خرداد ۱۳۸۹ شنبه‌ها ساعت ۲۲ از شبکه یک سیما پخش می‌شد.

## داستان
کلانتر ۳ داستان سرگرد امیری است که بعد از اعلام پرونده‌های قتل سرقت و آدم‌ربایی به او وی مامور رسیدگی به این پرونده‌ها می‌شود‌، مجموعه‌ای پنج اپیزودی با نام‌های دخترعمو، مرگ مشترک، نسترن، دوستان و کمال است.

## اپیزودها
هر اپیزود این سریال شامل چندین قسمت است:
- دختر عمو (دربارهٔ اتفاقات باغ لواسان) - ۶ قسمت: عنایت‌الله بخشی، مانی کسراییان، رامین راستاد، اشکان اشتیاق، حامد وحید، علی عبادت‌طلب، گیتی ساعتچی، سعیده عرب، مرتضی کاظمی، ماریه ماشااللهی
- مرگ مشترک (دربارهٔ ویروس ایدز و قتل) - ۶ قسمت: لیلا برخورداری، یوسف مرادیان، حمیرا ریاضی، الیزابت امینی، امیر مهدی‌کیا، محمدرضا غیاث‌آبادی، فرید کلهر
- نسترن (دربارهٔ قتل در خانه) - ۶ قسمت: نفیسه روشن، ناصر طهماسب، معصومه آقاجانی، مارال مختاری، فریدون رحیمی‌ملکی، میرطاهر مظلومی
- دوستان (دربارهٔ قتل و سرقت زنجیره ای) - ۷ قسمت: محسن افشانی، پویا امینی، صبا کمالی، آرام جعفری، سمیرا حسینی، غلامرضا میرزاصادقی، پرهام امینی، پیمان مقدمی، علی آقایی، کتایون کارایی، عمار تفتی
- کمال (دربارهٔ سرقت کودک و آدم ربایی) - ۵ قسمت: میرطاهر مظلومی، بهناز جعفری، مینا جعفرزاده، پروانه صادقی، خاطره حاتمی، بهرام علیان، آیدین ختائی

## بازیگران ثابت
- ایرج نوذری - سرگرد امیری
- مریم سلطانی - نگین همسر سرگرد امیری
- فرهاد مهادیان - سروان شایان
- لیلا موسوی - ستوان الهام
- مژگان ترانه - ستوان کریمی
- علی اشکان - ستوان بیات
- سیامک اسفندیاری - ستوان اسفندیاری
- بهاره نامجو - مأمور بازداشتگاه
- مژگان بهروزی - مأمور بازداشتگاه
- حمید زارعی - رئیس پلیس آگاهی